# Documenta 5
documenta 5, intitulée « Befragung der Realität – Bildwelten heute », est une manifestation culturelle qui s'est déroulée du 30 juin au 8 octobre 1972 à Cassel, en Allemagne sous la direction de Harald Szeemann.
Considérée comme la documenta la plus importante à ce jour, la documenta 5 est la première documenta, organisée avec Arnold Bode dans l'équipe, mais pas sous sa direction générale. La documenta 5, qui a comptabilisé près de 229 000 visiteurs, est considérée comme l'exposition d'art moderne la plus influente au monde après la Seconde Guerre mondiale.

## Artistes participants

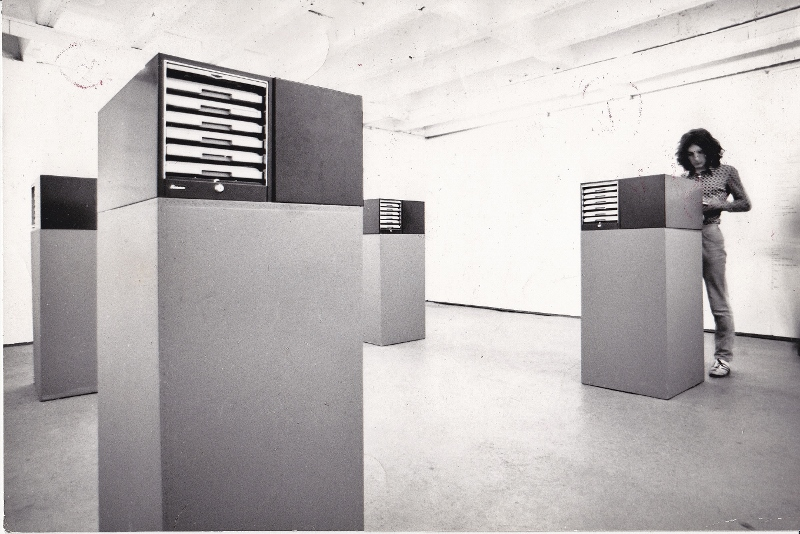
Art and Language, Index 01, à la documenta 5.

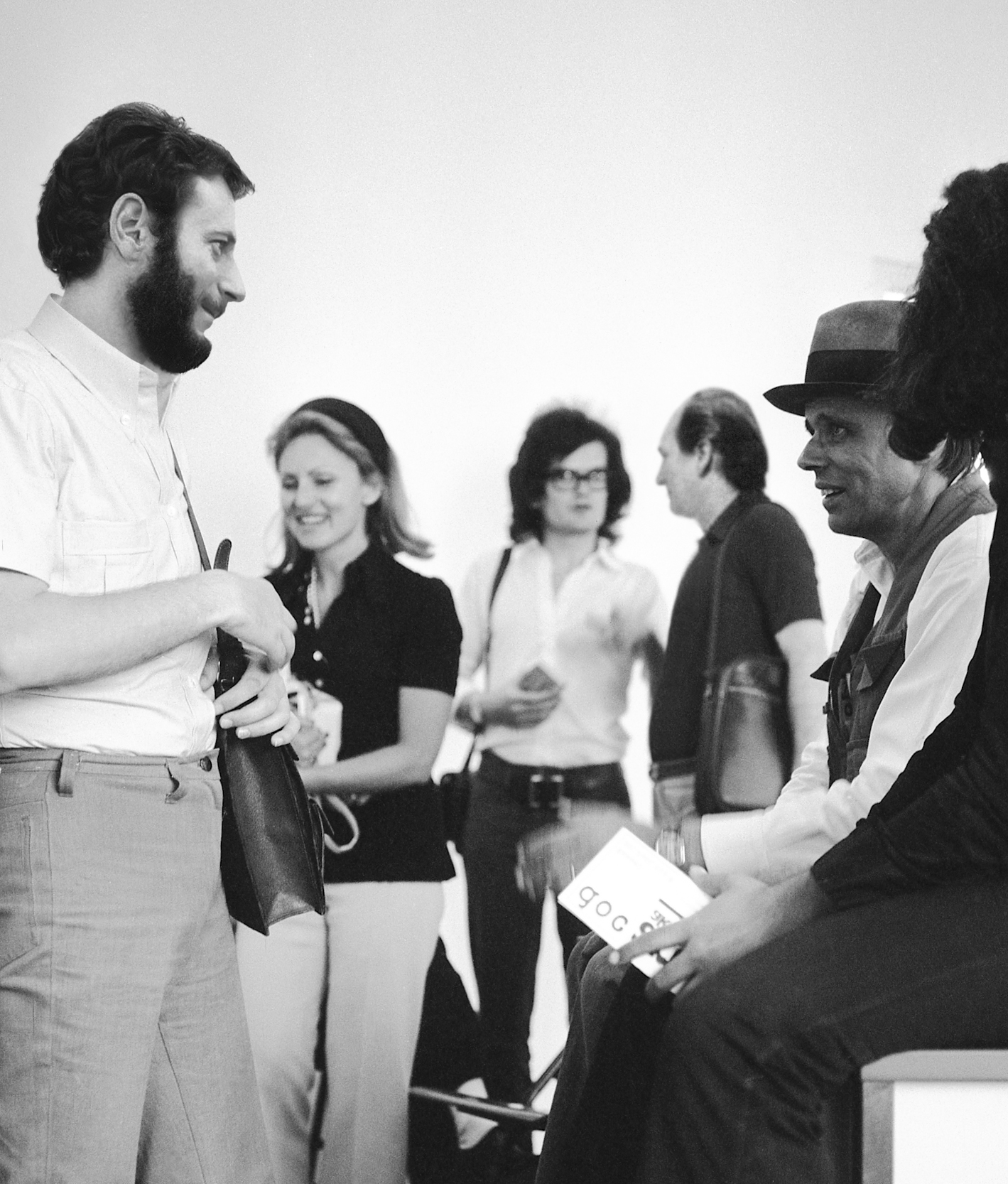
Umberto Mariani, Joseph Beuys, Jean Pierre Van Tieghem, à la documenta 5.

| A                           |                                   |                                                           |                                   |                                 |  |
| Vito Acconci                | Richard Aeschlimann               | Vincenzo Agnetti                                          | Peter Alexander                   | John de Andrea                  |  |
| Giovanni Anselmo            | Anatol Herzfeld                   | Archigram                                                 | Siah Armajani                     | Chuck Arnoldi (Charles Arnoldi) |  |
| Art & Language              | Richard Artschwager               | Michael Asher                                             |                                   |                                 |  |
| B                           |                                   |                                                           |                                   |                                 |  |
| John Baldessari             | Robert Barry                      | Georg Baselitz                                            | Lothar Baumgarten                 | Monika Baumgartl                |  |
| Bernd et Hilla Becher       | Robert Bechtle                    | Gottfried Bechtold                                        | Joseph Beuys                      | Natalie Bieser                  |  |
| Karl Oskar Blase            | Mel Bochner                       | Alighiero Boetti                                          | Marinus Boezem                    | Christian Boltanski             |  |
| Stan Brakhage               | Claudio Bravo                     | George Brecht                                             | K.P. Brehmer (en)                 | Marcel Broodthaers              |  |
| Stanley Brouwn              | Günter Brus                       | Daniel Buren                                              | Victor Burgin                     | Michael Buthe                   |  |
| Eugenia Butler              | James Lee Byars                   |                                                           |                                   |                                 |  |
| C                           |                                   |                                                           |                                   |                                 |  |
| Pier Paolo Calzolari        | Luciano Castelli                  | Abraham David Christian (Abraham David Christian-Moebuss) | Christo et Jeanne-Claude          | Chuck Close                     |  |
| Tony Conrad                 | Ron Cooper                        | Bill Copley (William Copley)                              | Joseph Cornell                    | Robert Cottingham               |  |
| Paul Cotton                 |                                   |                                                           |                                   |                                 |  |
| D                           |                                   |                                                           |                                   |                                 |  |
| Hanne Darboven              | Gino De Dominicis                 | Walter De Maria                                           | Hermann Degkwitz                  | David Deutsch                   |  |
| Jan Dibbets                 | Herbert Distel                    | Ottomar Domnick                                           | Dore O.                           | Marcel Duchamp                  |  |
| John Dugger                 | Stephen Dwoskin                   |                                                           |                                   |                                 |  |
| E                           |                                   |                                                           |                                   |                                 |  |
| Don Eddy                    | Franz Eggenschwiler               | Ger van Elk                                               | Richard Estes                     |                                 |  |
| F                           |                                   |                                                           |                                   |                                 |  |
| Luciano Fabro               | Hans-Peter Feldmann               | John C. Fernie                                            | Robert Filliou                    | Jud Fine                        |  |
| Joel Fisher                 | Barry Flanagan                    | Y. Fongi                                                  | Terry Fox                         | Hollis Frampton                 |  |
| Howard Fried                | Hamish Fulton                     |                                                           |                                   |                                 |  |
| G                           |                                   |                                                           |                                   |                                 |  |
| Barry Gerson                | Franz Gertsch                     | Vittorio Gigliotti                                        | Gilbert et George                 | Ralph Goings                    |  |
| Hubertus Gojowczyk          | Larry Gottheim                    | Dan Graham                                                | Nancy Graves                      |                                 |  |
| H                           |                                   |                                                           |                                   |                                 |  |
| Hans Haacke                 | Duane Hanson                      | Guy Harloff                                               | Michael Harvey                    | Haus-Rucker-Co                  |  |
| Birgit Hein et Wilhelm Hein | Auguste Herbin                    | Eva Hesse                                                 | Ernst Hiestand et Ursula Hiestand | Rebecca Horn                    |  |
| Jean-Olivier Hucleux        | Douglas Huebler                   |                                                           |                                   |                                 |  |
| I                           |                                   |                                                           |                                   |                                 |  |
| Jörg Immendorff             | Will Insley                       | Rolf Iseli                                                |                                   |                                 |  |
| J                           |                                   |                                                           |                                   |                                 |  |
| Ken Jacobs                  | Neil Jenney                       | Alfred Jensen (en)                                        | Jasper Johns                      | Joan Jonas                      |  |
| K                           |                                   |                                                           |                                   |                                 |  |
| Howard Kanovitz             | Edward Kienholz et Nancy Kienholz | Imi Knoebel                                               | Christof Kohlhöfer                | Jannis Kounellis                |  |
| Tom Kovachevich             | Piotr Kowalski                    |                                                           |                                   |                                 |  |
| L                           |                                   |                                                           |                                   |                                 |  |
| David Lamelas               | Owen Land                         | Jean Le Gac                                               | Barry Le Va                       | Alfred Leslie                   |  |
| Sol LeWitt                  | Richard Long                      | Ingeborg Lüscher                                          |                                   |                                 |  |
| M                           |                                   |                                                           |                                   |                                 |  |
| Inge Mahn                   | Robert Mangold                    | Brice Marden                                              | Agnes Martin                      | Donatella Mazzoleni             |  |
| Étienne-Martin              | Richard McLean                    | David Medalla                                             | Dieter Meier                      | Fernando Melani                 |  |
| Jim Melchert                | Mario Merz                        | Gustav Metzger                                            | Russ Meyer                        | Bernd Minnich                   |  |
| Malcolm Morley              | Ed Moses                          |                                                           |                                   |                                 |  |
| N                           |                                   |                                                           |                                   |                                 |  |
| Bruce Nauman                | Werner Nekes                      | Hermann Nitsch                                            | Andrew Noren                      |                                 |  |
| O                           |                                   |                                                           |                                   |                                 |  |
| Claes Oldenburg             | Yoko Ono                          | Dennis Oppenheim                                          |                                   |                                 |  |
| P                           |                                   |                                                           |                                   |                                 |  |
| Robin Page                  | Blinky Palermo                    | Panamarenko                                               | Giulio Paolini                    | A. R. Penck                     |  |
| Giuseppe Penone             | Joachim Pfeufer                   | Elisabeth Pfund et Roger Pfund                            | Vettor Pisani                     | Sigmar Polke                    |  |
| Paolo Portoghesi            | Stephen Posen                     | Rosa von Praunheim                                        |                                   |                                 |  |
| R                           |                                   |                                                           |                                   |                                 |  |
| Markus Raetz                | Arnulf Rainer                     | Gerhard Richter                                           | David Rimmer                      | Klaus Rinke                     |  |
| Dorothea Rockburne          | Peter Roehr                       | Aldo Loris Rossi                                          | Ulrich Rückriem                   | Allen Ruppersberg               |  |
| Edward Ruscha               | Reiner Ruthenbeck                 | Robert Ryman                                              |                                   |                                 |  |
| S                           |                                   |                                                           |                                   |                                 |  |
| John Salt                   | Salvo (Salvatore Mangione)        | Lucas Samaras                                             | Günter Sarée                      | Paul Sarkisian                  |  |
| Jean-Frédéric Schnyder      | Ben Schonzeit                     | Werner Schroeter                                          | HA Schult                         | Armand Schulthess               |  |
| Rudolf Schwarzkogler        | Fritz Schwegler                   | Richard Serra                                             | Paul Sharits                      | Alan Shields                    |  |
| Katharina Sieverding        | Robert Smithson                   | Michael Snow                                              | Holly Solomon et Bert Spielvogel  | Irm et Ed Sommer                |  |
| Keith Sonnier               | Klaus Staeck                      | Paul Staiger                                              | Jorge Stever                      | Robert Strübin                  |  |
| T                           |                                   |                                                           |                                   |                                 |  |
| Paul Thek                   | Wayne Thiebaud                    | André Thomkins                                            | David Tremlett                    | Richard Tuttle                  |  |
| U                           |                                   |                                                           |                                   |                                 |  |
| Bernd Upnmoor               |                                   |                                                           |                                   |                                 |  |
| V                           |                                   |                                                           |                                   |                                 |  |
| Ben Vautier                 |                                   |                                                           |                                   |                                 |  |
| W                           |                                   |                                                           |                                   |                                 |  |
| Franz Erhard Walther        | Robert Watts                      | William Wegman                                            | Bertram Weigel                    | Lawrence Weiner                 |  |
| Roger Welch                 | John Wesley                       | Horace Clifford Westermann                                | Joyce Wieland                     | William Wiley                   |  |
| Charles Wilp                | Rolf Winnewisser                  | Adolf Wölfli                                              | Tom Wudl                          | Klaus Wyborny                   |  |
| Y                           |                                   |                                                           |                                   |                                 |  |
| La Monte Young              | Peter Young                       |                                                           |                                   |                                 |  |
| Z                           |                                   |                                                           |                                   |                                 |  |
| Marian Zazeela              | Gilberto Zorio                    |                                                           |                                   |                                 |  |